# Nemanja Vranješ
Nemanja Vranješ (in montenegrino Немања Врањеш; Sanski Most, 11 maggio 1988) è un cestista montenegrino.

## Carriera
Con il Montenegro ha disputato i Campionati europei del 2017.

## Palmarès
- Campionato montenegrino: 2

Budućnost: 2016-17
Mornar Bar: 2017-18
- Coppa del Montenegro: 1

Budućnost: 2017